# Wirbelstromsensor
Wird ein leitender Körper in einem Magnetfeld bewegt, dann treten in diesem Feld Wirbelströme auf, weil im leitenden Material eine Spannung induziert wird. Mit diesem Prinzip können Längen und Dicken elektrisch leitender Werkstoffe im Bereich zwischen 0,5 mm und 140 mm bestimmt werden. Diese Sensoren gehören zu der Klasse der berührungslosen Abstandsmesser.
Wirbelstromsensoren sind unempfindlich gegenüber Medien wie Öl, Wasser und Staub im Messspalt. Sie reagieren nur auf Metalle in diesem Spalt.
Da die elektromagnetische Induktion in Spulen eine Spannung bewirkt, die proportional zur Änderungsgeschwindigkeit des magnetischen Flusses ist, lässt sich das Prinzip auch zur Geschwindigkeitsmessung mit Wirbelstromaufnehmern oder z. B. mit Tachogeneratoren nutzen.